# Ubariwoestijn

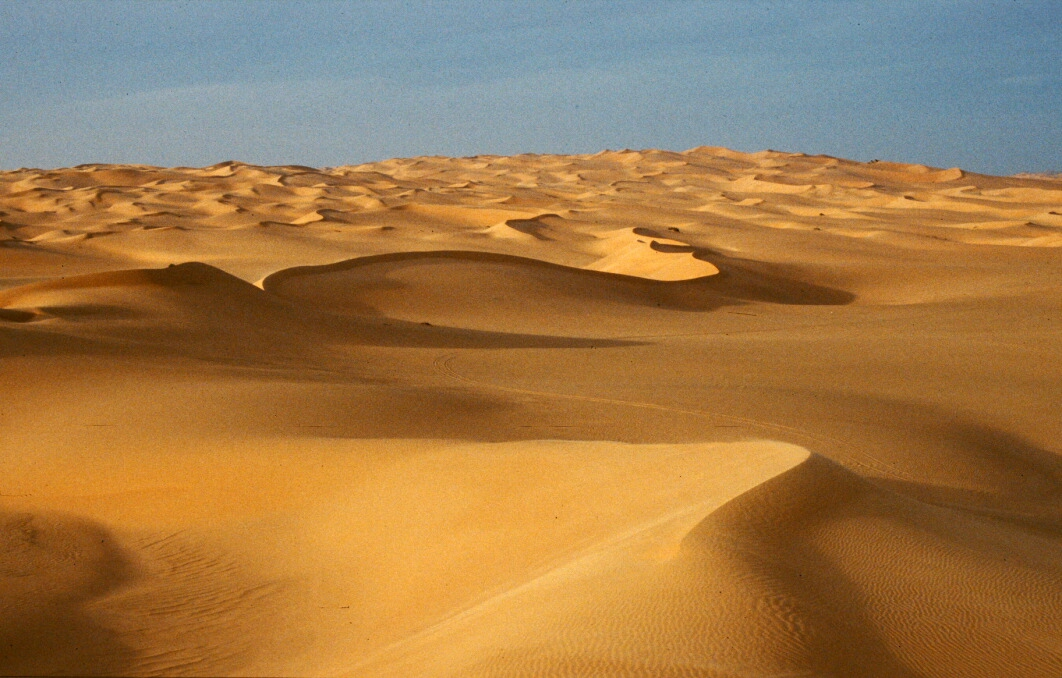
Het zandduinenlandschap in de Ubariwoestijn.

De Ubariwoestijn (Arabisch: عرق أوباري) is een zandwoestijn (erg) in de Sahara. Het grootste deel ervan bevindt zich in Libië. Twee kleine uitlopers strekken zich uit naar het westen tot in Algerije. De woestijn heeft de namen "Idehan Ubari", "Idehan Awbari" (Idehan betekent fijn zand in Tamasheq) of "Ubari Erg". Het gebied van de Ubariwoestijn wordt traditioneel bewoond door Toearegs.

## Geografie

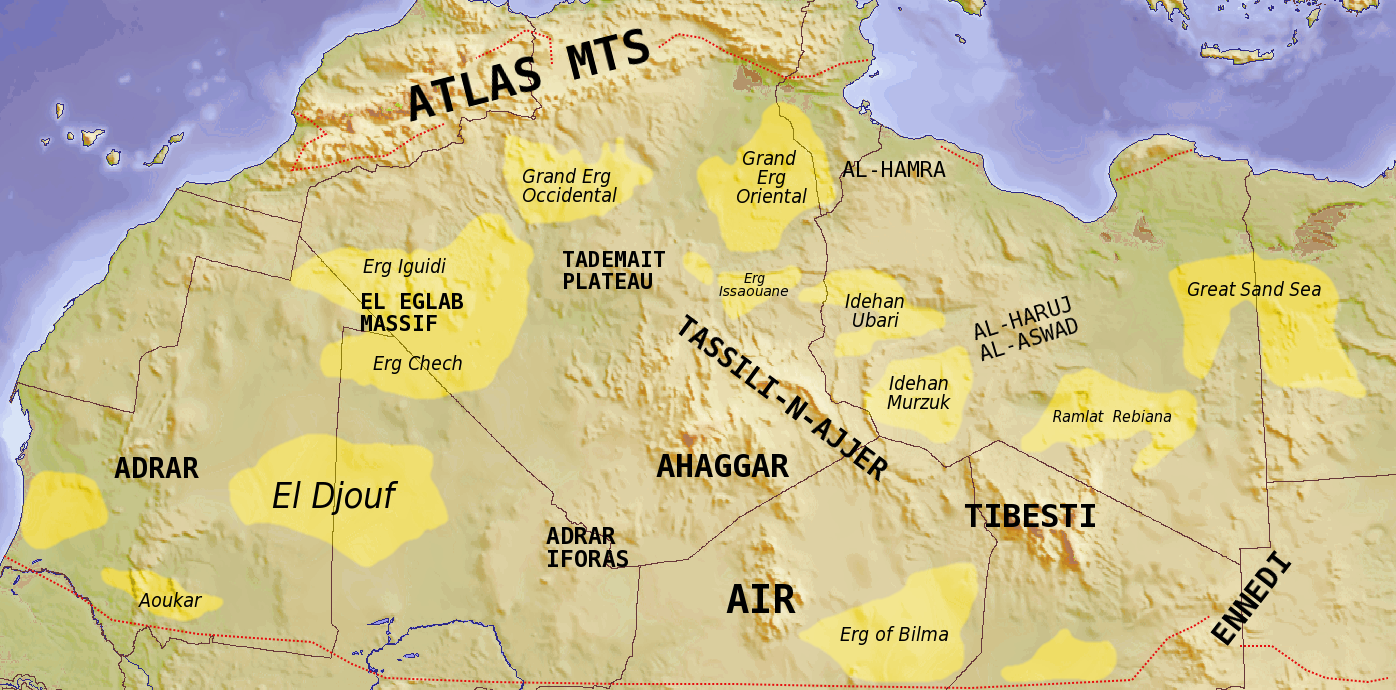
Ligging van de woestijn in het westen van Libië

De Ubariwoestijn heeft een oppervlakte van 61.000 km². Hiervan ligt 58.000 km² in het westen van Libië, in de districten (gemeenten) Ghat, Wadi Al Hayaa, Sabha en Wadi Al Shatii. In het uiterste westen strekken twee kleine uitlopers van de zandwoestijn met een oppervlakte van 2.800 km² zich uit tot in de Algerijnse provincie Illizi. De kortste afstand van deze woestijn tot de Middellandse Zeekust bedraagt 410 kilometer.
De Ubariwoestijn heeft een langwerpige vorm, de maximale lengterichting bedraagt 630 kilometer in west-oostelijke richting. De grootste breedte bevindt zich in het centrale deel van de woestijn en bedraagt 250 kilometer in noord-zuidrichting. De twee westelijke uitbreidingen zijn elk ongeveer 260 kilometer lang. De noordwestelijke uitbreiding heet Erg Bou Rarhet. De oostelijke uitloper van de Ubariwoestijn heet Ramlat az Zellaf.
De zandwoestijn wordt in het noorden begrensd door de steenachtige plateaus van Hammada Tinghert in Algerije en Hammada al-Hamra in Libië, en verder in het noordoosten door de depressie van Wadi Al Shatii (waarnaar de gelijknamige gemeente is vernoemd) en de bergen van Jabal al-Hasawna. In het zuidoosten wordt de erg begrensd door de langgerekte Wadi Al Agial en de steenachtige plateaus van Msak Mellet en Msak Mustafit. In het zuidwesten grenst de woestijn aan het Fadnoun-plateau in Algerije.

## Landschap

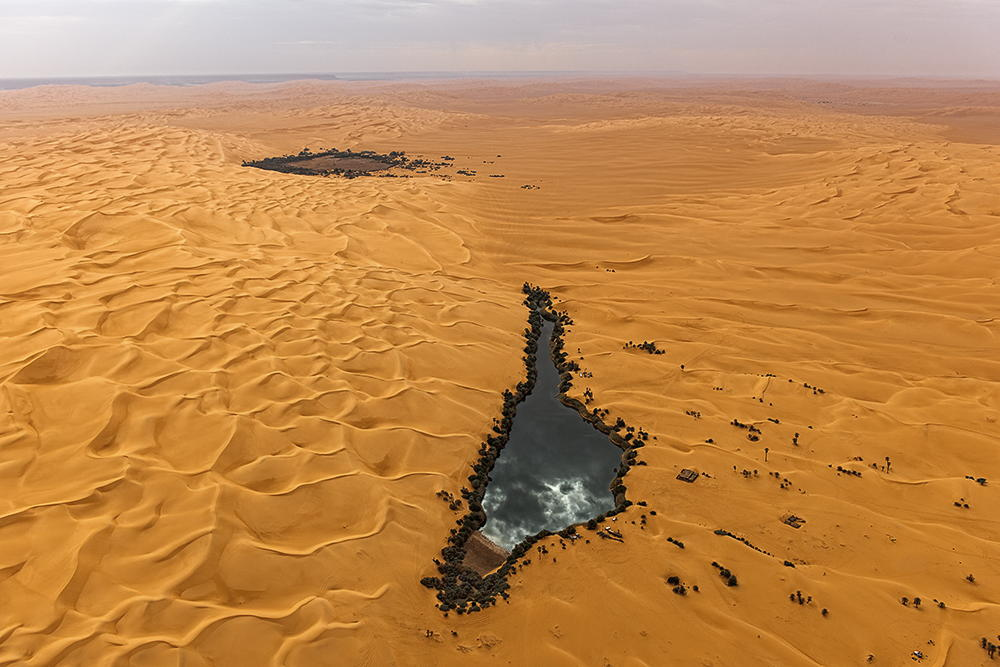
De meren Um el Ma (voorgrond) en Mandara (achtergrond)

De harde steenachtige basis van de Ubariwoestijn hebben hoogtes die variëren van 350 tot 600 meter. Deze wordt bedekt door zandduinen. Deze duinen bereiken in het westelijke deel van de woestijn een hoogte tot 170 meter. De hoogste duintoppen bevinden zich op 810 meter. Binnen de woestijn bevinden zich talrijke diepe, afvoerloze depressies (sebkhas) zonder zandbedekking, waarvan de hoogte overeenkomt met dat van de steenachtige basis van de woestijn. Dit toont aan dat er geen verhogingen van vaste grond zijn onder de zandduinen van de Ubariwoestijn.
In het zuidoostelijke deel van de woestijn, gelegen in het district Wadi Al Hayaa, bevinden zich ongeveer 16 kleine, permanent waterhoudende meren. Er is een keten van zes meren: van zuidwest tot noordoost Mandara - Um el Ma - Mahruqah - Baqat⁠a - Maflu - Gaberoun. Ongeveer 10 kilometer verder naar het noorden ligt nog een keten van vijf kleinere meren: Umm el-Rees - Freduha - Truna - Umm Hassa - Tademka.